# 30 mm AK-230
L'AK-230 è una mitragliera a doppia canna sovietica da 30mm, il cui utilizzo principale è di tipo antiaereo a corto raggio. È montata all'interno di una torretta chiusa e controllata automaticamente da un radar noto come 'Drum Tilt'. L'AK-230 è probabilmente l'arma più prodotta al mondo della sua classe, difatti è stata montata sia nelle navi di piccole dimensioni, sia in quelle più grandi. Circa 1.450 furono prodotti nella vecchia Unione Sovietica, 300 in Cina come Tipo 69. L'AK-230 fu sostituito dal più potente ADG-630 a partire dalla metà degli anni 70, che faceva un salto ulteriore di capacità, con una precisione di tiro sufficiente per il compito antimissile.

## Sviluppo
Lo sviluppo dell'arma iniziò negli anni 50, i cui test ebbero luogo nel 1957, senza successo, per poi passare le prove l'anno dopo. A quel punto le prime furono montate sulle Osa, una classe di navi d'attacco missilistico rapido, e sulle Shershen, una classe di siluranti. L'arma fu ufficialmente accettata ed entrò in servizio nel 1959.

## Descrizione
L'arma consiste in due cannoni NN-30 da 30 mm con affusto stabilizzato, automatico, controllabile a distanza e quattro canne a revolver impermeabili montate all'interno di una torretta in acciaio saldato. Misura come lunghezza della rigatura 1930 mm, mentre la lunghezza totale è di 2670 mm. Ogni mitragliera ha cadenza di fuoco di 1,000 giri al minuto.
I colpi vengono sparati elettricamente, con l'utilizzo dei gas di sparo espellono i bossoli in uno spazio apposito. Il raggio massimo è di circa 6.7 km - ma la distanza utile ad una funzione antiaerea è di 2.5–4 km.
La Romania ha prodotto praticamente la versione terrestre del cannone binato AK-230, con una larga diffusione, oltre 1.000 esemplari prodotti per le esigenze nazionali. In sostanza ha sostituito le armi da 14,5mm, 4 soprattutto è stata concepita come alternativa al 23mm. ZU-23. L'ultimo modello è dotato di radar occidentali SHORAR di controllo del tiro.

## Munizioni
L'AK-230 spara con un sistema elettrico proiettili da 30mm appositamente sviluppati, con un tipo di munizione non utilizzato su altre armi. Sono state prodotte munizioni ad alto potenziale esplosivo con detonazione all'impatto e ad alto esplosivo con perforamento dell'armatura. Il modello cinese "69" spara esclusivamente una versione ad alto potenziale esplosivo.
Le munizione sono prodotte anche in Romania ed in Serbia e Montenegro. La versione AP, perforante, è capace di perforare 20mm a 1000 metri di distanza.
Munizione:
- peso completo: (1,066 kg)
- Tipi: HE-FRAG (OF-83) - 0.78 lbs. (0.354 kg)
HE (F-33) - 0.794 lbs. (0.36 kg)
AP (Br-83) - 0.794 lbs. (0.36 kg)
- carica di lancio: HE-FRAG (OF-83) - 0.086 lbs. (0.039 kg)
HE (F-33) - 0.0677 lbs. (0.0307 kg)
AP (Br-83) - 0
- Proiettile, lunghezza: HE-FRAG (OF-83) - 4.23 calibri
HE (F-33) - 4.3 calibri
AP (Br-83) - 4.0 calibri
- Carica propellente: 0.42 lbs. (0.19 kg)
- Velocità iniziale: 3,440 - 3,478 fps (1,050-1,060 mps)
- Pressione di esercizio: 3,100 kg/cm2
- Munizioni per cannone: 500 proiettili

### Specifiche Affusto
- Calibro: 30 mm
- Traverso: da +180 a -180 gradi a 35 gradi/s
- Elevazione: da -12 a +87 gradi a 50 gradi/s
- Peso: 1857–1905 kg
- Cadenza di tiro: 2,000 rpm

### Varianti
- AK-230  A Type - Per imbarcazioni a 220 V DC.
- AK-230  B Type - Per imbarcazioni a 380 V AC.
- AK-230M - Versione a bassa segnatura magnetica per unità da sminamento (380 V a.C.).
- Tipo 69 - Versione cinese, da 3,600 kg di peso con carico di munizioni. I bossoli vengono espulsi all'esterno della torretta. Velocità di traversa a 50 gradi/s.